# Andrej Piontkovskij
Andrej Andrejevitj Piontkovskij (ryska: Андре́й Андре́евич Пионтко́вский), född 30 juni 1940 i Moskva, är en rysk vetenskapsman, skribent och analytiker, samt medlem av PEN-klubben. Han är en tidigare medlem av Ryska oppositionens samordningsråd(en), (ryska: Координационный совет российской оппозиции). Hans uttalade kritik av Vladimir Putin ledde till att han lämnade Ryssland och gick i exil 2016.

## Biografi
Piontkovskij är utbildad vid Moskvauniversitetet och har publicerat ett hundratal vetenskapliga artiklar inom tillämpad matematik.

### Putinism
Piontkovskij publicerade den 11 januari 2000 en artikel i Sovjetskaja Rossija(en) som samma dag även publicerades på partiet Jabloko:s webbplats där han var den förste att använda begreppet "putinism".
Han beskrev denna ideologi som "det mest utvecklade och slutliga stadiet av rövarkapitalism i Ryssland, det stadium där bourgeoisien kastar den demokratiska friheten och de mänskliga rättigheterna överbord".
Enligt Piontkovskij "konsolideras" nationen i denna ideologi som i ett krig baserat på hat mot någon etnisk grupp, genom att begränsa yttrandefriheten och ta kontrollen över alla informationskanaler, isolera landet från omvärlden och begränsa handelsutbyte och ekonomisk aktivitet.
I samma artikel framhöll Piontkovskij att "putinism är det slutliga nackskottet mot Ryssland", och jämförde Jeltsin med Hindenburg som var den som släppte fram Hitler till makten.

### Uppropet "Putin måste avgå"
Piontkovskij var den 10 mars 2010 en av huvudförfattarna till, och en av de 34 första undertecknarna av det nätpublicerade Putin-kritiska manifestet Putin måste avgå. Han har därefter upprepade gånger påtalat manifestets betydelse och uppmanat till att underteckna det.
Piontkovskij jämförde Putins tal i samband med annekteringen av Krim 2014(en) med Hitlers tal vid annekteringen av Sudettyskland 1939. Han beskrev att Putin använde "samma argument och historiska vision" samt att han spelade en nyckelroll i att starta kriget i Donbass.

### Exil 2016
År 2016 publicerade han en artikel "Бомба, готовая взорваться" ("En tickande bomb") om den etniska konflikten mellan Ryssland och Tjetjenien. När åklagare beskrev hans artikel som "extremistisk" och påbörjade en förundersökning valde Piontkovskij att slutligen lämna Ryssland den 19 februari 2016.